# The Cutting Edge
The Cutting Edge (BRA Um Casal Quase Perfeito) é um filme estadunidense de 1992, do gênero comédia romântica, dirigido por Paul Michael Glaser e escrito por Tony Gilroy.
Conta a história de uma rica e mimada patinadora artística (Moira Kelly) que forma uma dupla com um jogador de hóquei no gelo (D.B. Sweeney) para competir nos Jogos Olímpicos de Inverno de 1992, em Albertville (França); na final, eles enfrentam a dupla soviética. O filme foi gravado principalmente em Hamilton, Ontário, Canadá. Moira Kelly contundiu o tornozelo durante as filmagens e vários dos comentaristas e repórteres vistos em cena são nomes famosos da patinação no gelo.
The Cutting Edge foi lançado em 27 de março de 1992 e arrecadou US$ 25.105.517 no mercado estadunidense. As críticas foram mistas. No Rotten Tomatoes a avaliação foi de 48% (num universo de 23 avaliações).
O filme teria ainda três sequências: The Cutting Edge: Going for the Gold (2006), The Cutting Edge: Chasing the Dream (2008) e The Cutting Edge: Fire and Ice (2010), cada uma com elencos diferentes e focalizando Jogos Olímpicos diferentes.

## Sinopse
Kate Moseley é uma patinadora artística que representa os Estados Unidos na competição de duplas dos Jogos Olímpicos de Inverno de 1988, em Calgary. Seu grande talento, porém, é ofuscado por seu temperamento de garota que sempre fora mimada pelos pais. Doug Dorsey é capitão do time de hóquei no gelo nas mesmas Olimpíadas de Inverno. Apenas alguns minutos antes de um jogo, ele e Kate literalmente se encontram na arena. Durante o jogo, Doug sofre uma lesão na cabeça que prejudica permanentemente sua visão periférica, custando-lhe a participação na National Hockey League e forçando-o a se aposentar do hóquei. Durante o evento de Kate, seu parceiro a deixa cair durante a apresentação, o que lhes custa uma chance na medalha de ouro.
Enquanto treinava para as Olimpíadas de Inverno de 1992 nos dois anos seguintes, Kate afastou todos os possíveis parceiros de patinação com sua atitude e perfeccionismo. Seu treinador, o russo Anton Pamchenko, precisa encontrar um substituto, um estranho que não saiba que Kate é mimada e difícil.
Ele rastreia Doug, que está de volta em Minnesota, trabalhando em uma usina siderúrgica e como carpinteiro ao lado, vivendo com seu irmão e jogando em uma liga de hóquei. Desesperado por outra chance de glória olímpica, Doug concorda em trabalhar como parceiro de Kate, apesar de ter um desprezo machista pela patinação artística.
O comportamento mimado de Kate lhe dá nos nervos imediatamente, e suas primeiras práticas não vão bem quando se antagonizam. No entanto, eles desenvolvem um respeito mútuo, pois ambos se esforçam para superar um ao outro na ética do trabalho.
À medida que seu relacionamento se torna mais quente, eles aprendem a deixar de lado suas diferenças, tornando-se uma dupla a ser considerada tanto dentro quanto fora do gelo. Kate até corajosamente defende Doug para seu ex-treinador, que patrocina e o insulta, e Doug defende sua escolha incomum de esporte para sua própria família e amigos, a quem ele esperava que zombassem dele.
Nos EUA, apesar dos fortes desempenhos no programa curto e no programa longo, eles ficam em terceiro lugar e seus sonhos olímpicos são perdidos. No entanto, quando uma das principais duplas cai durante a competição, eles avançam para o segundo lugar, ganhando seu lugar na equipe olímpica.
Seu potencial é ameaçado, no entanto, por sua crescente atração um pelo outro. Kate tenta seduzir Doug depois de uma noite de celebração bêbada, revelando que ela rompeu seu noivado com um investidor rico. Geralmente um homem de mulheres, Doug incomumente rejeita seus avanços, temendo a possibilidade de arrependimento e perda de respeito um pelo outro. Quando Kate descobre que Doug se deitou com outra mulher (uma patinadora rival) quase imediatamente depois de deixá-la dormir com a intoxicação dela, ela ficou furiosa. O rompimento temporário é posto de lado, no entanto, enquanto eles tentam treinar um movimento de patinação arriscado inventado por Pamchenko, o que lhes garantirá uma medalha de ouro se eles conseguirem retirá-lo sem ferimentos graves.
Nas finais da Olimpíada de Albertville, eles parecem ser uma das melhores duplas competindo pelo ouro. Ainda outro argumento ameaça sua química no gelo, e no processo Doug e Kate descobrem que Kate é a parceira falível, afinal. Antes de ficar no gelo para o seu desempenho decisivo, Doug confessa a Kate que ele se apaixonou por ela, e ela decide que eles vão fazer a patinação proposta por Pamchenko. Eles continuam a patinar com uma paixão que nenhum dos dois havia mostrado antes, realizando o movimento sem falhas e presumivelmente ganhando a medalha de ouro. Quando Doug pergunta por que Kate decidiu fazer isso, ela confessa seu amor por ele, e os dois compartilham um beijo no gelo.

## Elenco
- D.B. Sweeney como Doug Dorsey
- Moira Kelly como Kate Moseley
- Roy Dotrice como Anton Pamchenko
- Terry O'Quinn como Jack Moseley
- Dwier Brown como Hale Forrest
- Chris Benson como Walter Dorsey
- Michael Hogan como Doctor
- Kevin Peeks como Brian Newman
- Rachelle Ottley como Lorie Peckarovski
- Barry Flatman como Rick Tuttle
- Christine Hough como Smilkov
- Doug Ladret como Brushkin

## Música
A trilha sonora original foi composta por Patrick Williams.
A canção-tema "Feels Like Forever", composta por Diane Warren e Bryan Adams, foi interpretada por Joe Cocker.
A canção "Cry All Night", de Patrick Sugg, Dean Ortega, Scott Garrett & Gary Lee, foi gravada por Neverland.
"Street of Dreams", de Carl Sturken e Evan Rogers, é ouvida na interpretação de Nia Peeples.
"Ride on Time", composição de Dan Hartman, Mirko Limoni, Danielle Davoli e Varerio Semplici, foi interpretada por Black Box.

### Trilha sonora
O álbum da trilha sonora foi originalmente lançado por Rykodisc em 1998; em 2004 foi reeditado por Varèse Sarabande com 20 minutos de trilha de Patrick Williams (faixas 11-22).
1. Street of Dreams – Nia Peeples
2. Cry All Night – Neverland
3. Ride on Time – Black Box
4. Groove Master – Arrow
5. It Ain't Over 'til It's Over – Rosemary Butler & John Townsend
6. Shame Shame Shame – Johnny Winter
7. Turning Circles – Sally Dworsky
8. Baby Now I – Dan Reed Network
9. I've Got Dreams to Remember – Delbert McClinton
10. Feels Like Forever (Thema do filme The Cutting Edge) – Joe Cocker
11. Ich Namen Gita/Olympic Hockey
12. Battle of the CD's
13. Limo to Mansion/Nine Months Later
14. Kate Skates Alone
15. Chicago Practices
16. Hoedown
17. Tequila
18. Olympic Fanfare/Dubois & Gercel
19. Doug & Kate Get Angry
20. The Russians Skate
21. Finale
22. End Credits

As seguintes músicas são ouvidas no filme, mas não estão incluídas no álbum da trilha sonora:
- Lauretta – Malcolm McLaren
- Love Shack – Rosemary Butler
- Auld Lang Syne – Rosemary Butler & Warren Wiebe
- Walking the Dog – John Townsend
- The Race – Yello
- Diddley Daddy – Chris Isaak